# Guanozin
A guanozin egy nukleozid, amely guaninmolekulából és a hozzá β-N9-glikozidos kötéssel kapcsolódó ribózgyűrűből (ribofuranóz) áll. A guanozin foszforilálható, ennek során guanozin-monofoszfáttá (GMP), ciklikus guanozin-monofoszfáttá (cGMP), guanozin-difoszfáttá (GDP) vagy guanozin-trifoszfáttá (GTP) alakul. Ezek a módosulatok fontos szerepet játszanak különböző biokémiai folyamatokban, pl. nukleinsav- és fehérjeszintézisben, fotoszintézisben, sejten belüli jelátvitelben és az izomösszehúzódás folyamatában. Guanozin szükséges az RNS-szerkesztés egyik műveletéhez is, ahol „önszerkesztő” intron távolítja el magát az mRNS-ből. Ha a guanin az N9 nitrogénatomjával egy dezoxiribózgyűrű C1 szénatomjához kapcsolódik, akkor dezoxiguanozinról beszélhetünk.

## Fizikai és kémiai tulajdonságai
Szagtalan, fehér, kristályos anyag, enyhén sós ízzel.
Ecetsavban nagyon jól, vízben gyengén oldódik. Etanolban, dietil-éterben, benzolban és kloroformban oldhatatlan.

## Felhasználása
A guanozint a gyógyszeripar is felhasználja alapanyagként. Az aciklovir nevű hatóanyag egy guanozin-alapú nukleinsav-analóg, melyet herpeszvírus elleni kezelésre használnak. Az abakavir nevű guanozin-analóg egy nukleozid reverz transzkriptáz inhibitor, amely a HIV-vírus transzkripcióját és terjedését gátolja. Régebben regadenozon előállításához is használták.

## Előfordulása
Megtalálható a hasnyálmirigyben, lóherében, kávécserjében és a fenyők pollenjében.

guanozin számozott szénatomokkal

## Fordítás
Ez a szócikk részben vagy egészben  a   Guanosine című angol Wikipédia-szócikk ezen változatának fordításán alapul.  Az eredeti cikk szerkesztőit annak laptörténete sorolja fel. Ez a jelzés csupán a megfogalmazás eredetét és a szerzői jogokat jelzi, nem szolgál a cikkben szereplő információk forrásmegjelöléseként.